# 妃絲特
妃絲特（英語：Feist，1976年2月13日—），全名萊絲莉·妃絲特，美國裔加拿大創作歌手、獨立搖滾樂團崩世光景的團員。
她在1999年展開單飛生涯，發行首張專輯《Monarch (Lay Your Jewelled Head Down)》，但未獲得注目。然而，她接續推出兩張錄音室專輯：2004年《讓她飛 （Let it die)》與2007年《喚醒記憶 (The Reminder)》，皆廣受好評，亦取得亮眼的銷售成績，合計賣出超過250萬份。《喚醒記憶》獲得四項葛萊美獎提名，包括最佳新人獎項。她在2008年朱諾獎拿下五項大獎，包括最佳作曲、最佳歌手、最佳流行音樂專輯、最佳專輯和最佳單曲，是當年度的最大贏家。她的第四張錄音室專輯《金屬元素》已於2011年9月30日發行。
截至 2025 年，妃丝特已发行了六张录音室专辑。在 2012 年的朱诺奖颁奖典礼上，Feist 荣获三项大奖：年度艺人、凭借专辑《Metals》获得年度成人另类专辑，以及凭借纪录片《Look at What the Light Did Now》获得年度音乐 DVD。 此外，她还获得了四项格莱美奖提名，其中包括凭借专辑《The Reminder》提名的最佳流行演唱专辑和最佳新人奖。

## 外部連結
- ListenToFeist.com（页面存档备份，存于） - 官方網站
- Feist的MySpace主頁
- Feist's Arts & Crafts artist page（页面存档备份，存于）
- Leslie Feist在互联网电影资料库（IMDb）上的資料（英文）
- Feist's road to success
- Feist on Huffington Post - Metals interview（页面存档备份，存于）